# Kostel Nanebevzetí Panny Marie (Sebranice)
Kostel Nanebevzetí Panny Marie je římskokatolický chrám v Sebranicích v okrese Blansko. Jde o farní kostel římskokatolické farnosti Sebranice u Boskovic. Je chráněn jako kulturní památka České republiky.
Jedná se v jádru raně gotický jednolodní kostel z poslední čtvrtiny 13. století, s úpravami ze 17. a 18. století. Byl založen rajhradským klášterem v roce 1255 v gotickém slohu. V letech 1680–1687 byl raně barokně přestavěn.
Stavba spolu s oktogonální hřbitovní kaplí a ohradní zdí tvoří nedílný umělecko-historický celek a významnou dominantu obce.
Roku 1787 byla klenuta loď, roku 1853 pokryta střecha i věž břidlicí a roku 1889 byl vymalován presbytář. Na hlavním oltáři stojí ve výklenku 1,5 m vysoká dřevěná socha Panny Marie s Ježíškem, jejíž originál je možné nalézt v Diecézním muzeu na Petrově. Uprostřed kostela je vchod do hrobky, která se neotvírá. Na obou stranách chrámové lodi jsou náhrobky Jana Pucharta z Voděrad (1580) a Petra Pucharta (1609).